# گلور بالا
گلوربالا، روستایی است از توابع بخش کلار شهرستان عباس آباد در استان مازندران ایران.

## جمعیت
این روستا در دهستان کلار غربی قرار دارد و براساس سرشماری مرکز آمار ایران در سال ۱۳۹۵، جمعیت آن ۵۷۰ نفر (۱۷۹خانوار) بوده‌است.  مردم گلوربالا از قومیت طبری هستند مردم گلوربالا به زبان طبری (مازندرانی) سخن می‌گویند.